# Gaspacho

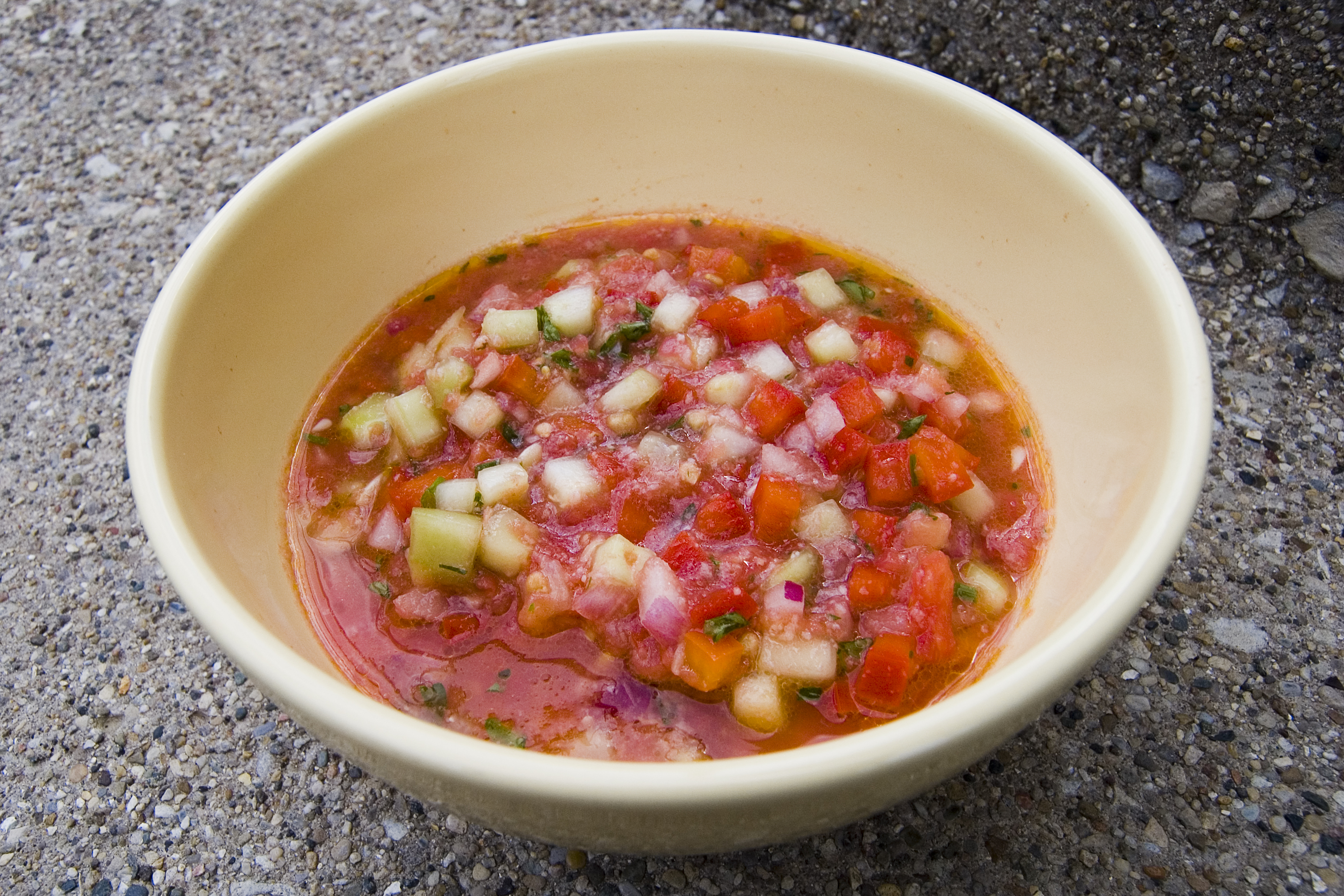
Um gaspacho à moda portuguesa, mas sem pão.

Gaspacho ou caspacho é uma sopa fria à base de hortaliças, com destaque para o tomate, o pepino e o pimentão, muito popular no sul de Portugal (Alentejo e Algarve), no sul de Espanha (nomeadamente, na Andaluzia, na Estremadura, em Múrcia, em Castela-La Mancha e na Comunidade Valenciana), bem como no México e outros países centro-americanos. É geralmente produzido e consumido no verão.
É um prato que permite o uso de diversos ingredientes criando variações que vão desde receitas picantes até algumas mais suaves.

## Portugal
Em Portugal, o gaspacho é oriundo das regiões do Alentejo e do Algarve. Normalmente, não é integralmente triturado, sendo apenas efectuado o corte dos ingredientes em pedaços relativamente pequenos, aos quais se adiciona o pão (alentejano ou algarvio), em pedaços ligeiramente maiores, no final, antes do tempero com azeite, vinagre e sal a gosto. Para que fique mais frio, é comum serem adicionados cubos de gelo.

## Espanha
As receitas espanholas, geralmente, são preparadas através da trituração de todos os ingredientes, ficando o preparado final com aspecto de um puré cremoso rosado. São conhecidas em Portugal pelo nome de "Gaspacho à andaluza".
Na Estremadura espanhola, existe uma versão denominada "gaspacho estremenho" ("gazpacho extremeño", em castelhano). Destaca-se das demais receitas espanholas por incluir pão triturado misturado com os restantes ingredientes. Pode incluir também ovo cozido picado, alho e cebola, para além de tomate e pimento.

## Record doGuinness
Em junho de 2013, foi confecionado no Terreiro do Paço, em Lisboa, o maior gaspacho do mundo com 5000 litros de gaspacho.

## Galeria de imagens

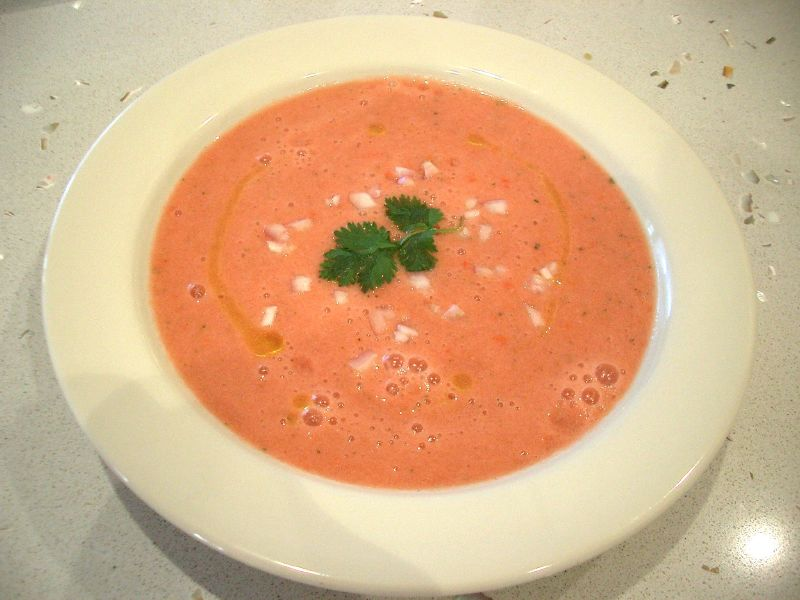
Gaspacho moderno andaluz (tipo puré).
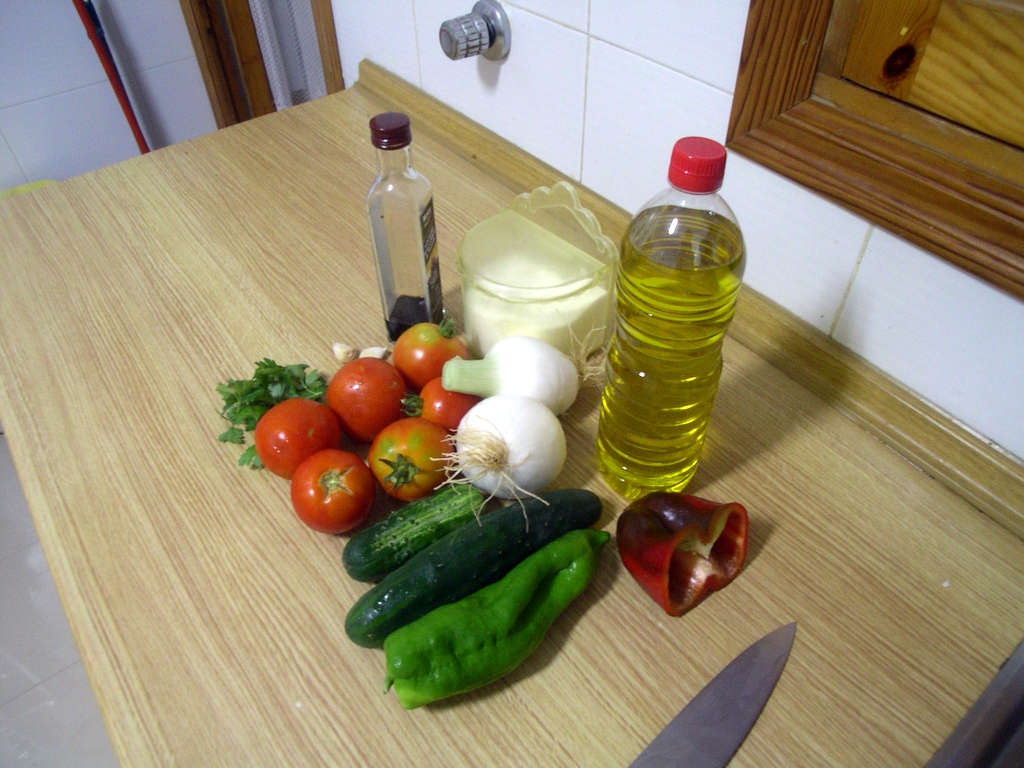
Ingredientes típicos de um gaspacho.
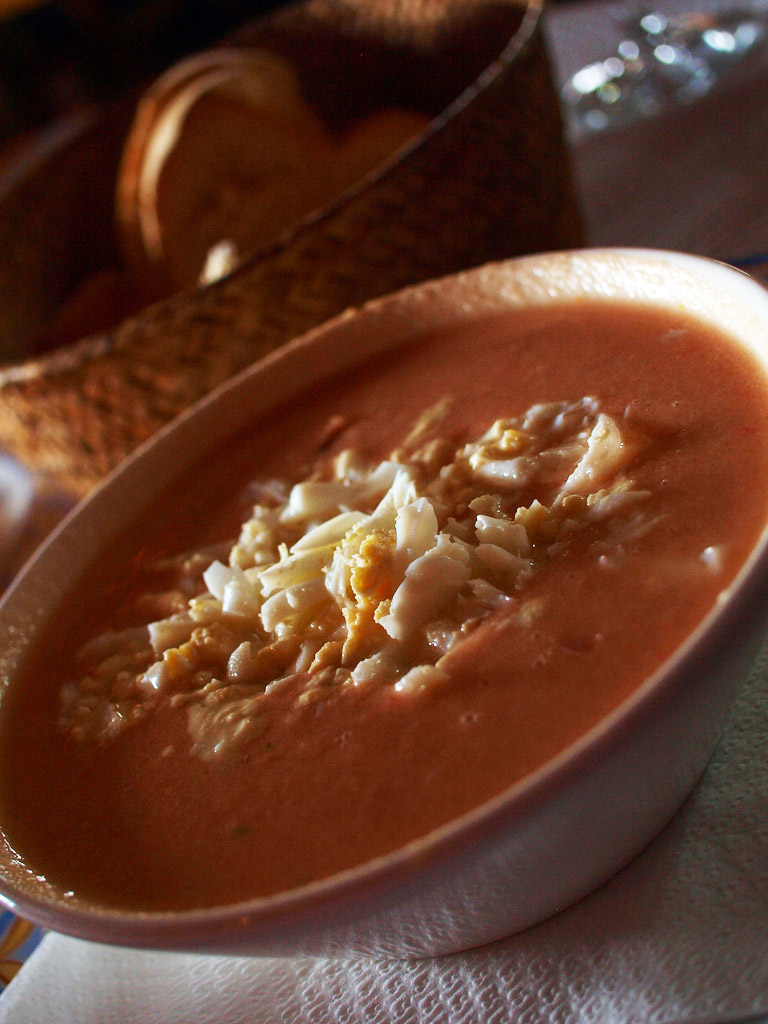
Gaspacho estremenho.
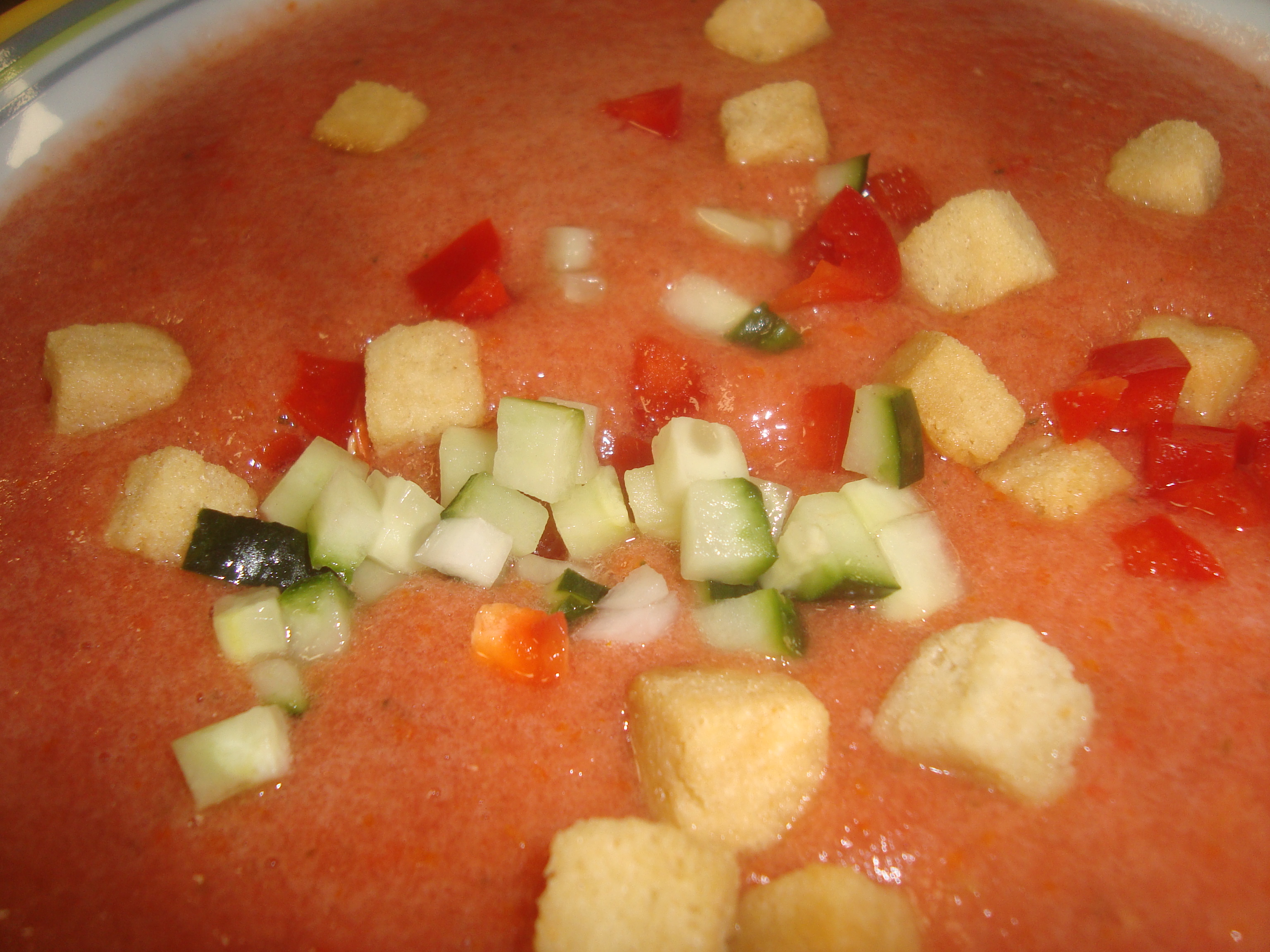
Gaspacho.
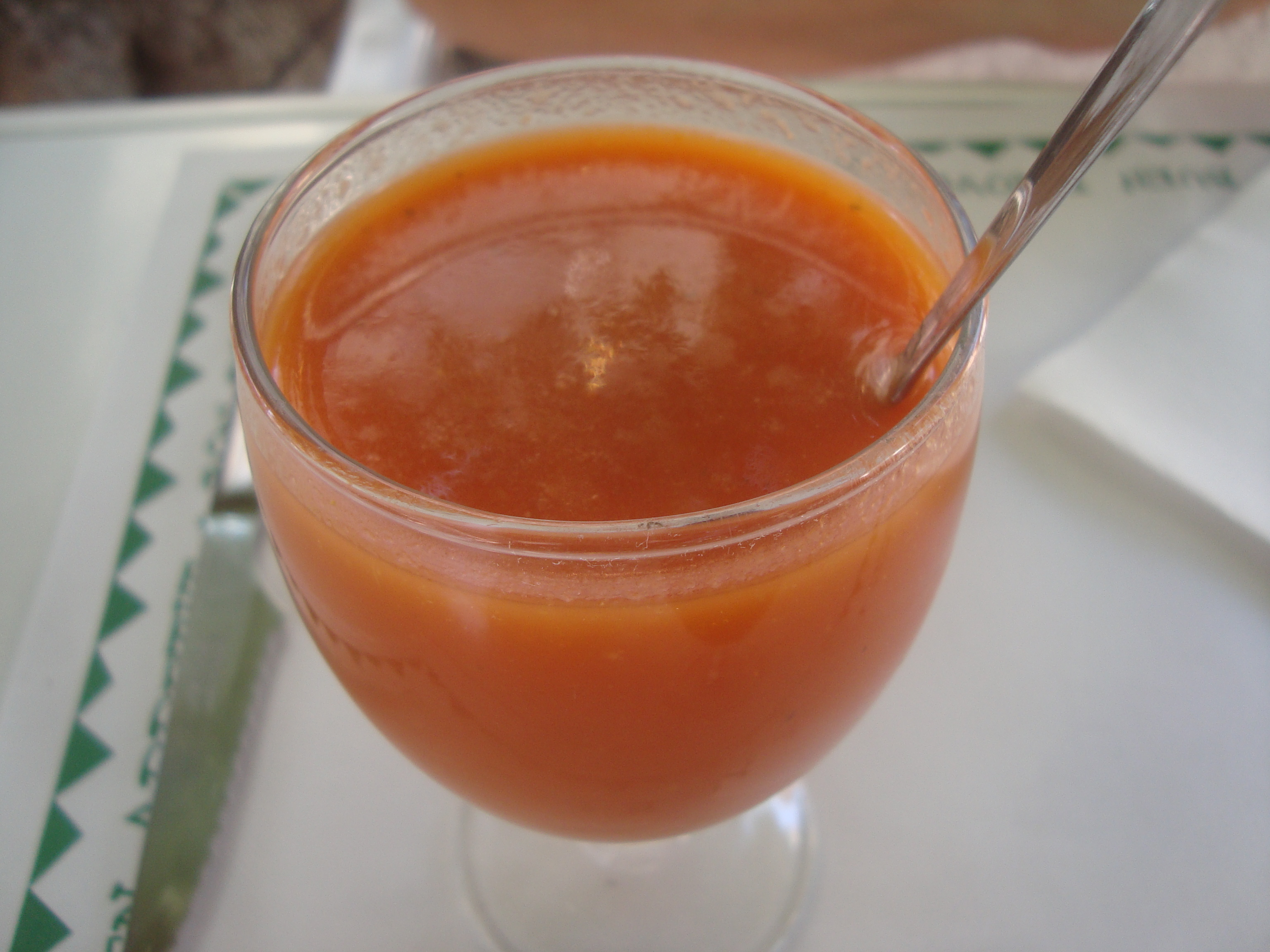
Gaspacho.